# Dawlat Shah (distrikt)
Dawlat Shah är ett distrikt i Afghanistan. Det ligger i provinsen Laghman, i den nordöstra delen av landet, 90 kilometer nordost om huvudstaden Kabul. Administrativ huvudort är Dawlat Shah.
Distriktet beräknades år 2022 ha cirka 39 000 invånare.